# ワルテル・デ・シルヴァ
ワルテル・マリア・デ・シルヴァ（Walter Maria de' Silva 、1951年2月27日-）はイタリア、レッコ出身のカーデザイナー。2015年11月までフォルクスワーゲングループ全体のデザイン責任者であった。なお、フォルクスワーゲン グループ ジャパンではプレスリリースでワルター・デ・シルヴァの表記を採用していた。

## キャリア

### アルファロメオ

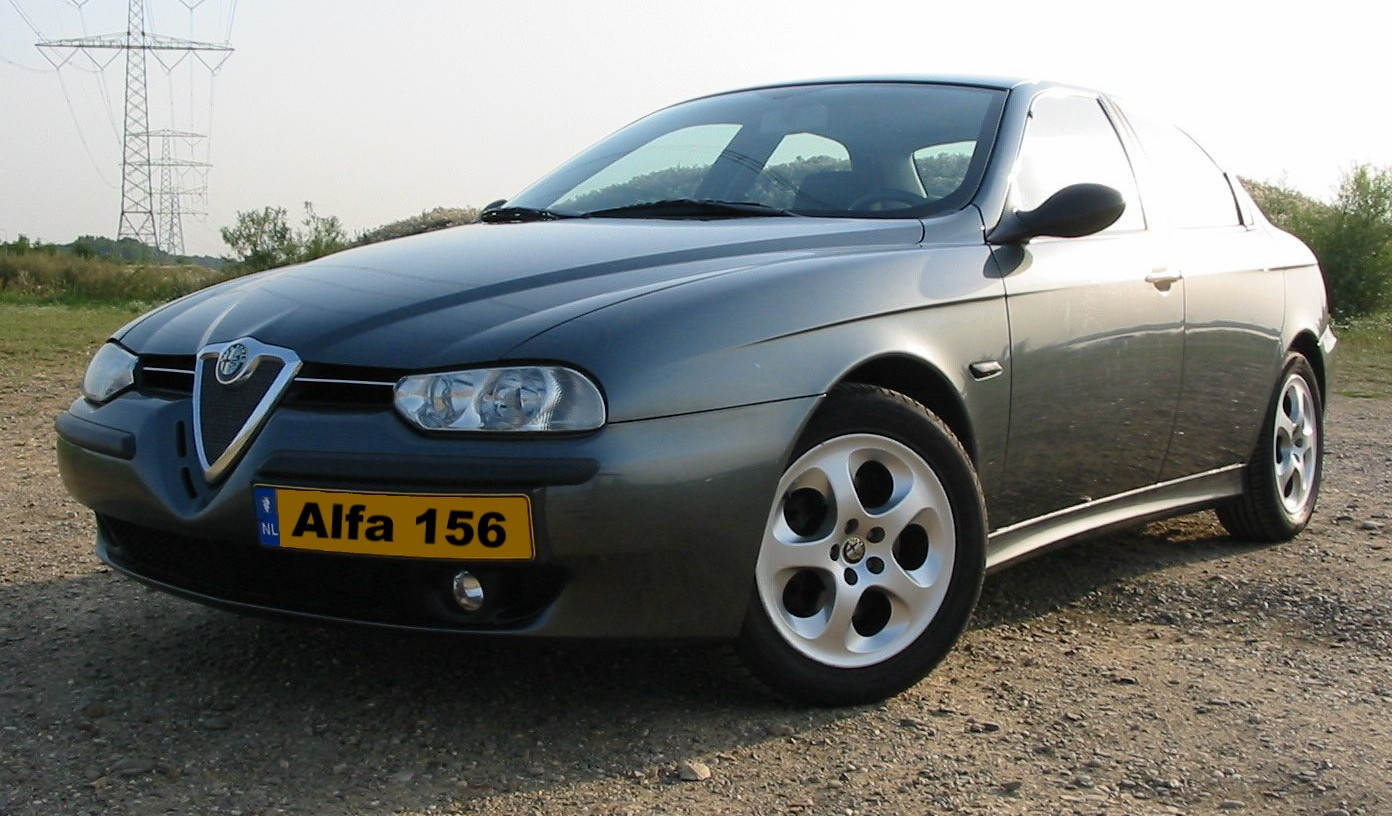
デ・シルヴァによってデザインされたアルファロメオ・156

1986年、彼はアルファロメオ・チェントロスティーレの責任者となり、1990年代の後半までその任にあたった。彼はブランドのデザイン言語の一新と効果的なリポジショニングを指揮し、アルファロメオ・156のデザインで名を残している。

### セアト
1998年、彼はフェルディナント・ピエヒによってアルファロメオから引き抜かれ、フォルクスワーゲングループのセアト部門で働いた。彼にはセアトデザインに活力とスポーティーさを注入することが望まれていたが、その成果は2002年のセアト・イビサやセアト・コルドバのより印象的なデザインに見られたセアトの「auto emocion」哲学であった。

### アウディ
2002年3月、彼は当時のアウディブランドグループのデザインディレクターに任命され、アウディ、ランボルギーニ、セアトブランドのデザインを統括した。彼はアウディにより官能的なデザイン言語を与えたとされている。

### フォルクスワーゲングループ
2007年1月に前アウディ会長のマルティン・ヴィンターコルンがフォルクスワーゲングループの会長に任命されたのに続き、デ・シルヴァは2007年2月をもってフォルクスワーゲングループ全体のデザインのトップに就任し、2015年11月まで全VWブランド（アウディ、ベントレー、ブガッティ、ランボルギーニ、セアト、シュコダ、フォルクスワーゲン）の全般的なデザインの責任者を務めた。彼はトルコ生まれのフォルクスワーゲンのチーフデザイナーだったムラト・ギュナク (Murat Günak) の後任となり、その最初の仕事は当時発表が差し迫っていたギュナクの手による3車種（2008年パサートCC、2008年シロッコ、そして2008年ゴルフ）を再評価することであった。実際、ゴルフⅥではワッペングリルの廃止など、内外装にわたる大幅なリデザインを直接手掛けている。
アウディでは、デ・シルヴァの後任にはアルファロメオ・8Cコンペティツィオーネのデザイナーであるヴォルフガング・エッガーが就いた。

## 車種
- アルファロメオ・33（1988年）
- アルファロメオ・155（1992年）
- アルファロメオ・145（1994年）
- アルファロメオ・146
- アルファロメオ・147（2001年）
- アルファロメオ・GTV（1997年）
- アルファロメオ・スパイダー（1997年）
- アルファロメオ・156（1997年）
- アルファロメオ・166（1998年）
- セアト・イビサ（2002年）
- セアト・コルドバ（2002年）
- セアト・アルテア（2004年）
- セアト・トレド（2004年）
- セアト・レオン（2004年）
- アウディ・A6（2004年）
- アウディ・A4（2004年）
- アウディ・Q7（2005年）
- アウディ・TT（2006年）
- アウディ・R8（2006年）
- アウディ・A5（2007年）
- フォルクスワーゲン・パサートCC（2008年）
- フォルクスワーゲン・シロッコ（2008年）
- フォルクスワーゲン・ゴルフVI（2008年）
- フォルクスワーゲン・ポロ（2009年）
- フォルクスワーゲン・アマロック（2010年）
- フォルクスワーゲン・トゥアレグ（2010年）
- フォルクスワーゲン・シャラン（2010年）